# Smolary Stoleńskie
Smolary Stoleńskie (ukr. Столинські Смолярі) – wieś na Ukrainie w rejonie kowelskim, w obwodzie wołyńskim. W II Rzeczypospolitej miejscowość wchodziła w skład gminy wiejskiej Huszcza w powiecie lubomelskim województwa wołyńskiego. Do II wojny światowej w pobliżu miejscowości znajdował się przysiółek Młyniszcze.
W okresie międzywojennym funkcjonowała tu szkoła powszechna. Nauczała tu w latach 30. Antonina Żurawska.
Do 2020 w rejonie lubomelskim.